# Бернар Гому
Бернар Гому (фр. Bernard Goumou) (8 вересня 1980 , Абіджан ) — прем'єр-міністр Гвінеї 20 серпня 2022 — 19 лютого 2024. 
Виконувач обов'язків прем'єр-міністра Гвінеї 16 липня — 20 серпня 2022.

## Біографія
З 2017 року обіймав посаду керуючого директора компанії Lanala Assurance
. 
27 жовтня 2021 року був призначений міністром торгівлі, промисловості, малих та середніх підприємств у перехідному уряді Мохамеда Беавогі
.
16 липня 2022 року був призначений виконувачем обов'язків прем'єр-міністра Гвінеї після того, як тимчасовий прем'єр-міністр Мохамед Беавогі не зміг виконувати обов'язки за станом здоров'я 
.
Про призначення Бернара Гому на посаду прем'єр-міністра оголосило національне телебачення Гвінеї 
.
19 лютого 2024 року уряд Гому було розпущено Національним комітетом примирення та розвитку (CNRD) 
.